# Jan Magnussen
Pour les articles homonymes, voir Magnussen.
Jan Magnussen est un pilote automobile danois né le 4 juillet 1973  à Roskilde au Danemark. Il est le père du pilote automobile Kevin Magnussen.

## Biographie
Jeune prodige du karting (discipline dans laquelle il conquiert plusieurs titres mondiaux), Jan Magnussen accède au sport automobile en 1992 dans le championnat britannique de Formule Ford. Cette même année, il remporte le prestigieux Formula Ford Festival de Brands Hatch. Après un passage par la Formule Vauxhall en 1993, il accède au championnat britannique de Formule 3 en 1994, au sein du Paul Stewart Racing. Magnussen décroche le titre avec une facilité déconcertante, ce qui lui vaut d'être présenté dans la presse comme le nouveau Senna.
Intégré au giron Mercedes, Magnussen dispute en 1995 le championnat DTM pour le compte de la marque à l'étoile. Puis, en fin de saison, à l'occasion du GP du Pacifique, il fait ses débuts en Formule 1 au volant d'une McLaren-Mercedes, en remplacement de Mika Häkkinen, victime d'une crise d'appendicite. Malgré une prestation encourageante (il termine la course dans les roues de son coéquipier Mark Blundell), Jan Magnussen ne parvient pas à trouver un volant en Formule 1 pour la saison suivante. Toujours en DTM en 1996, il dispute également quelques manches du championnat CART aux États-Unis dans l'écurie Penske Racing (alors motorisée par Mercedes), mais sans avoir véritablement le temps de s'acclimater à la discipline.
C'est en 1997 que Jan Magnussen parvient enfin à décrocher un volant de titulaire en Formule 1. L'écurie débutante Stewart Grand Prix (qui sous le nom de Paul Stewart Racing avait accompagné le pilote danois dans sa fructueuse campagne 1994 en F3) le choisit pour épauler le Brésilien Rubens Barrichello. Mais rapidement, les performances de Magnussen déçoivent. Très loin du niveau de son coéquipier, il ne doit qu'à ses légers progrès en fin de saison de conserver son volant pour 1998. Mais en 1998, le déclic tant attendu ne vient pas, et malgré une sixième place au GP du Canada, il est limogé à la mi-saison, et remplacé par Jos Verstappen.
Après cet échec retentissant en Formule 1, Jan Magnussen part poursuivre sa carrière dans les championnats d'endurance, notamment en American Le Mans Series où il remporte le Grand Prix de Mosport avec son coéquipier Johnny O'Connell sur Panoz,, en Grand-Am et aux 24 Heures du Mans, avec un certain succès.

## Résultats en championnat du monde de Formule 1
| Saison | Écurie                     | Châssis | Moteur       | Pneus       | GP disputés | Points inscrits | Classement |
| ------ | -------------------------- | ------- | ------------ | ----------- | ----------- | --------------- | ---------- |
| 1995   | Marlboro McLaren Mercedes  | MP4/10B | Mercedes V10 | Goodyear    | 1           | 0               | n.c.       |
| 1997   | HSBC Malaysia Stewart Ford | SF01    | Ford V10     | Bridgestone | 17          | 0               | n.c.       |
| 1998   | HSBC Stewart Ford          | SF02    | Ford V10     | Bridgestone | 7           | 1               | 15e        |

## Résultats aux 24 Heures du Mans
| Année | Voiture                     | Équipe                    | Équipiers                            | Résultat           |
| ----- | --------------------------- | ------------------------- | ------------------------------------ | ------------------ |
| 1999  | Panoz LMP-1 Roadster-S      | Panoz Motor Sports        | Johnny O'Connell / Max Angelelli     | 11e                |
| 2000  | Panoz LMP-1 Roadster-S      | Panoz Motor Sports        | David Brabham / Mario Andretti       | 15e                |
| 2001  | Panoz LMP07                 | Panoz Motor Sports        | David Brabham / Franck Lagorce       | Abandon            |
| 2002  | Panoz LMP01                 | Panoz Motor Sports        | David Brabham / Bryan Herta          | Abandon            |
| 2003  | Audi R8                     | Audi Sport Japan Team Goh | Seiji Ara / Marco Werner             | 4e                 |
| 2004  | Chevrolet Corvette C5-R     | Corvette Racing           | Oliver Gavin / Olivier Beretta       | 6e (1er GTS)       |
| 2005  | Chevrolet Corvette C6.R     | Corvette Racing           | Oliver Gavin / Olivier Beretta       | 5e (1er GT1)       |
| 2006  | Chevrolet Corvette C6.R     | Corvette Racing           | Oliver Gavin / Olivier Beretta       | 4e (1er GT1)       |
| 2007  | Chevrolet Corvette C6.R     | Corvette Racing           | Johnny O'Connell / Ron Fellows       | 6e (2e GT1)        |
| 2008  | Chevrolet Corvette C6.R     | Corvette Racing           | Johnny O'Connell / Ron Fellows       | 14e (2e GT1)       |
| 2009  | Chevrolet Corvette C6.R     | Corvette Racing           | Johnny O'Connell / Antonio García    | 15e (1er GT1)      |
| 2010  | Chevrolet Corvette C6.R GT2 | Corvette Racing           | Johnny O'Connell / Antonio García    | Abandon            |
| 2011  | Chevrolet Corvette C6.R GT2 | Corvette Racing           | Oliver Gavin / Richard Westbrook     | Abandon            |
| 2012  | Chevrolet Corvette C6.R GT2 | Corvette Racing           | Antonio García / Jordan Taylor       | 23e                |
| 2013  | Chevrolet Corvette C6.R GT2 | Corvette Racing           | Antonio García / Jordan Taylor       | 19e                |
| 2014  | Chevrolet Corvette C7.R     | Corvette Racing           | Antonio García / Jordan Taylor       | 16e (2e LMGTE PRO) |
| 2015  | Chevrolet Corvette C7.R     | Corvette Racing           | Antonio García / Ryan Briscoe        | Forfait            |
| 2016  | Chevrolet Corvette C7.R     | Corvette Racing           | Antonio García / Ricky Taylor        | 25e                |
| 2017  | Chevrolet Corvette C7.R     | Corvette Racing           | Antonio García / Jordan Taylor       | 19e (3e LMGTE Pro) |
| 2018  | Chevrolet Corvette C7.R     | Corvette Racing           | Antonio García / Mike Rockenfeller   | 18e                |
| 2019  | Chevrolet Corvette C7.R     | Corvette Racing           | Antonio García / Mike Rockenfeller   | 28e                |
| 2020  | Ferrari 488 GTE Evo         | JMW Motorsport            | Richard Heistand (de) / Maxwell Root | 30e                |
| 2021  | Oreca 07                    | High Class Racing         | Kevin Magnussen / Anders Fjordbach   | 29e                |
| 2023  | Oreca 07                    | Inter Europol Competition | Mark Kvamme / Anders Fjordbach       | Abandon            |